# کرم حلقوی
کرم‌های حلقوی (یا کرم قطعه-قطعه‌ای) شاخهٔ گسترده‌ای از کرم‌های بند بند است که دارای بیش از ۱۷٬۰۰۰ گونه می‌باشد. «کرم خاکی»، «زالو» و «کرم صدف» نیز در این شاخه جای دارند.
کرم‌های حلقوی شاخه‌ای از سلسلهٔ جانوران را تشکیل می‌دهند که در اصطلاح علمی حلقوی‌تباران (Annelida) نامیده می‌شود. بدن حلقوی‌تباران از بندهای مشابه با اجزای همانند تشکیل شده‌است که از داخل به‌وسیلهٔ تیغه جدا می‌شوند؛ اعضای این شاخه تنها دهان‌نخستیانی هستند که گردش خون بسته دارند.
این کرم‌ها در منطقه‌های دریایی در ناحیهٔ جزر و مد، چاه‌های گرمابی، آب‌های شیرین و در خاک‌های مرطوب یافت می‌شوند.

## ویژگی‌ها

### بندها
بدن بیشتر کرم‌های حلقوی از بخش‌هایی تشکیل شده که کاملاً شبیه هم اند و اندام‌های درونی و کرک‌های (chaetae از واژهٔ یونانی χαιτη به معنی مو) یکسان دارند با این حال دو بخش انتهایی و ابتدایی بدن را نمی‌توان به عنوان یک تکهٔ واقعی در نظر گرفت چون دارای مجموعهٔ استاندارد اندام‌ها نیستند و همان گونه که دیگر تکه‌ها توسعه می‌یابند، رشد نمی‌کنند.
بخش جلویی یا prostomium (گرفته شده از واژهٔ یونانی προ- به معنی «جلوی» و στομα به معنی «دهان») دربردارندهٔ مغز و اندام‌های حسی است. بخش پشتی یا pygidium (گرفته شده از واژهٔ یونانی πυγιδιον به معنی «دُم کوچک») دربردارندهٔ مقعد، معمولاً در زیرین است. اولین تکه از بدن پس از بند آغزین بدن پریستومیوم peristomium نام دارد (گرفته شده از واژهٔ یونانی περι- به معنی «اطراف» و στομα به معنی «دهان»). برخی از جانورشناسان این بخش را نیز یک بخش واقعی نمی‌دانند اما در برخی گونه‌های polychaeteها این بخش دارای مجموعه اندام‌های لازم برای یک بخش است.